# ویگلز
ویگِلز (انگلیسی: The Wiggles) یک گروه موسیقی استرالیایی ویژهٔ کودکان است که در سال ۱۹۹۱ در شهر سیدنی در ایالت نیو ساوت ولز شکل گرفت. اعضا کنونی این گروه، آنتونی فیلد، سایمون پرایس و لاکلان گیلسپی هستند. اعضا اولیه گروه نیز «آنتونی فیلد»، «فیلیپ ویلچر»، «موری کوک»، «گِرِگ پیج» و «جف فَت» بودند.
«فیلیپ ویلچر» گروه را، پس از انتشار نخستین آلبوم‌شان، ترک کرد. «گِرِگ پیج» به‌دلیل اوضاع ناخوش جسمانی، در سال ۲۰۰۶ گروه را ترک کرد و عضو علی‌البدل، «سَم موران» جای او را گرفت، اما مجدداً در سال ۲۰۱۲ به گروه بازگشت و جایگزین موران گردید. در پایان سال ۲۰۱۲، «موری کوک»، «گِرِگ پیج» و «جف فت»، اعلام بازنشستگی کردند و گروه را ترک کردند؛ گرچه هر سه نفر، همچنان در پشت‌صحنه، در خلاقیت‌ها و هنرآفرینی‌های گروه نقش دارند.
«آنتونی فیلد» و «جف فت» در دههٔ ۸۰ میلادی، عضو گروه پاپ استرالیایی «کاک‌روچِز» (سوسک‌ها) بودند و «موری کوک» عضو چندین گروه موسیقی گوناگون بود تا آنکه این سه، با هم در «دانشگاه مک‌کوری» آشنا شدند؛ جایی که مشغول تحصیل بودند تا روزی معلم پیش‌دبستانی و مهدکودک شوند. در همین دانشگاه بود که همکاری‌شان منجر به ضبط نخستین آلبوم‌شان شد. آنها در موسیقی خود، آموزه‌ها و تئوری‌های موجود در زمینه رشد و تکامل روانی کودکان را بکار می‌گیرند.
از آغاز شکل‌گیری گروه، چند شخصیت و عروسک این گروه را همراهی می‌کنند؛ از جمله یک ناخدا به نام «کاپیتان فِذِرسُورد»، یک سگ به نام «وَگز»، یک اختاپوس به نام «هِنری»، یک دایناسور به نام «داروثی» و یک گروه نمایش و رقص به نام «ویگیلی دَنسِرز».
گروه ویگلز تاکنون جوایز متعددی در زمینه صنعت ضبط و تولید موسیقی دریافت داشته‌اند و فرانشیز و امتیاز کارهای خود را در کشورهای مختلف به فروش رسانده‌اند. به این گروه موسیقی، عناوینی چون "بزرگترین گروه موسیقی خردسالان" و نیز "اولین گروه موسیقی راک فرزندتان" نیز داده‌اند. این گروه موسیقی، با اجرای کنسرت‌های گوناگون و فروش آلبوم‌های موسیقی، ویدئوها و مجموعه‌های تلویزیونی‌اش، موفقیت چشمگیری در سرتاسر جهان کسب نموده است. هفته‌نامهٔ «بیزینس ری‌ویو ویکلی» آن را پردرآمدترین گروه هنرمندان استرالیایی در چهار سال پیاپی نام نهاد به نحوی که تنها در سال ۲۰۰۹ میلادی، ۴۵ میلیون دلار استرالیا، درآمد داشتند. در سال ۲۰۱۱ که رکود اقتصادی، دامن‌گیرِ تمام کشورها شد، گروه ویگلز ۲۸ میلیون دلار استرالیا درآمد داشت و در رتبهٔ دوم فهرست سالانهٔ هفته‌نامهٔ «بیزینس ری‌ویو ویکلی» قرار گرفت. ویگلز تاکنون ۱۷ جایزه طلا، ۱۲ جایزه پلاتین، ۳ جایزه دابل‌پلاتین و ۱۰ جایزه مالتی‌پلاتین دریافت داشته و بالغ بر ۱۷ میلیون نسخه دی‌وی‌دی و ۴ میلیون سی‌دی فروخته است. تا سال ۲۰۰۲ میلادی، ویگلز، موفق‌ترین برنامهٔ تلویزیونی خردسالان در شبکهٔ ای‌بی‌سی استرالیا بود.